# Bettina G. Keller
Bettina G. Keller (* 1980) ist Professorin für Theoretische Chemie an der Freien Universität Berlin.

## Leben und Bildung
Im Jahr 2000 machte Keller das Abitur am Remstal-Gymnasium Weinstadt. Im Oktober 2000 begann sie ihr Diplomstudium an der Universität Karlsruhe und erlangte 2002 ihr Vordiplom. Im Jahr 2002 setzte sie ihr Diplomstudium an der ETH Zürich fort. Im Jahr 2005 erhielt sie ihr Diplom. Der Titel ihrer Diplomarbeit lautete: „Estimating the absolute entropy of a liquid based on a single molecular dynamics simulation under periodic boundary conditions.“ 2005 begann sie ihre Doktorarbeit in Chemie an der ETH Zürich. Sie schloss ihre Doktorarbeit „Algorithms for the Analysis of Biomolecular Simulations: Ensemble Averages, Marginal Distributions, Clustering, and Markov Models“ in der Gruppe von Wilfred F. van Gunsteren im Jahr 2009 ab. Von Januar 2010 bis Juli 2010 war sie Gastdozentin am CECAM Node „Estimating the absolute entropy of a liquid based on a single molecular dynamics simulation under periodic boundary conditions“ an der Freien Universität Berlin. Von Juli 2010 bis September 2013 war sie Postdoktorandin an der Freien Universität Berlin. Von Oktober 2013 bis September 2019 war sie Juniorprofessorin für Theoretische Chemie an der Freien Universität Berlin. Seit September 2019 ist sie Professorin für Theoretische Chemie an der Freien Universität Berlin.

## Auszeichnungen
- 2018: Hans G. A. Hellmann-Preis für Theoretische Chemie, verliehen von der Arbeitsgemeinschaft Theoretische Chemie[1]
- Seit Juni 2016: Mitglied der Jungen Akademie der Berlin-Brandenburgischen Akademie der Wissenschaften (BBAW) und der Deutschen Akademie der Naturforscher Leopoldina.[3]